# Kurkuma
Kurkuma, (turmerik ili indijski šafran; lat. Curcuma longa) biljna je vrsta iz porodice đumbirovki (Zingiberaceae) od čijeg se korijena biljke dobiva istoimeni začin aromatičnog ljuto-žarećeg, blagog gorkog i smolastog okusa. Sušena kurkuma razvija aromu naranče i đumbira, te je ljutog, gorkog i mošusnog okusa. U indijskim jelima od mahunarki, krumpira i povrća, te jelima od ribe, janjetine i peradi, neizostavan je začin. Uz ugodnu aromu, jelima daje lijepu zlatnožutu boju, a ima i više imena kao što su indijski šafran i žuti korijen. Tijekom povijesti koristila se kao začin, boja za tkanine i ljekovito sredstvo.
Koristi se kao prirodno žuto bojilo kurkumin (E100). Žuta boja korijena čini ga čestim nadomjeskom za skupi šafran, ali je isto tako jedan od sastojaka indijskog currya. Curry je mješavina 20 različitih začinskih biljaka, začina i sjemenki, a kurkuma je jedan od glavnih sastojaka i odgovorna je za žutu boju curry praha.

## Ljekovitost
Aktivna tvar kurkume kurkumin svojim antioksidacijskim djelovanjem može usporiti ili utjecati na razvoj parkinsonove bolesti.

## Priprema jela s kurkumom
Taj omiljeni začinski prah ima važnu ulogu u indijskoj kuhinji, jer se nalazi u gotovo svakom jelu. Ima ga i u ostalim kuhinjama južne Azije, Afrike, Australije i Južne Amerike, a zbog spoznaje o brojnim povoljnim učincima na zdravlje, sve je prisutniji i u kuhinjama zapadnog svijeta. Pretjerana upotreba kurkume u jelu će rezultirati neznatno gorkim okusom. Sušena kurkuma razvija aromu naranče i đumbira te je ljutog, gorkog i mošusnog okusa.
Koristi se u mješavinama začina na Karibima, sjevernoj Africi i Indoneziji. U industrijski obrađenim namirnicama kurkuma je prisutna u gorušici, umacima, siru, maslacu, likerima i slatkišima. Koristi se za začinjavanje i bojanje salatnih preljeva. Dipovi s majonezom za povrća i bijela mesa, s kiselim vrhnjem i mladim lukom uz povrće na žaru, te jogurtom i vlascem uz svježe krastavce i rajčicu. 
U indijskim jelima od mahunarki, krumpira i povrća, te jelima od ribe, janjetine i peradi neizostavan je začin, a jedno od poznatijih je Dal Makhani, jelo od leće i mahunarki, s umakom od rajčice, maslaca i vrhnja, oplemenjeno specifičnim začinima tog podneblja. Mlaćenica s kurkumom koristi se kao pomoć kod želučanih smetnji. U Japanu je popularan čaj od kurkume. 
Kao začin kurkuma je prisutna u jelima iz Afrike, naročito Maroka poput tradicionalne tangine, vrste peke bilo da je povrtna ili pileća s cous-cousom, janjeća s povrćem i dr. Upotrebljava se i u mariniranom povrću, relishima i chutneyima.

### Kupovanje i čuvanje
Kurkuma se rijetko može nabaviti svježa izvan zemlje porijekla, a glavni proizvođači su Indija, Kina i Indonezija. Kurkuma u prahu dostupna je tijekom cijele godine i kao takva snažne je žutonarančaste boje, te dosta nalikuje curry prahu, u kojem je jedan od najznačajnijih sastojaka. Prah kurkume dobro je čuvati u tamnim staklenim bočicama, zato što kurkumin gubi svoju boju i oštrinu izlaganjem direktnom svjetlu.